# Ostojów
Ostojów – wieś w Polsce położona w województwie świętokrzyskim, w powiecie skarżyskim, w gminie Suchedniów.
| SIMC    | Nazwa       | Rodzaj     |
| ------- | ----------- | ---------- |
| 0997476 | Borki       | przysiółek |
| 0274393 | Dulęba      | przysiółek |
| 0274401 | Leśniczówka | część wsi  |
| 0274418 | Ogonów      | przysiółek |

Wieś jest siedzibą rzymskokatolickiej parafii św. Alojzego Orione.

## Położenie geograficzne i transport
Wieś graniczy z Suchedniowsko-Oblęgorskim Parkiem Krajobrazowym. Położona wzdłuż starego przebiegu drogi krajowej  nr 7. Od północy graniczy z Suchedniowem. Do Kielc ok. 17 km. Drogowe połączenia autobusowe w kierunku Kielc, Skarżyska-Kamiennej, Warszawy. Połączenia kolejowe w kierunku Krakowa i Warszawy z przystanku na Berezowie (ok. 1 km).

## Historia
Osadnictwo na terenie obecnego Ostojowa powstało na gruntach będących własnością biskupów krakowskich. W początkach XVIII w. istniała tu kuźnica żelazna. Podległość administracyjna - wiek XIX osada w powiecie kieleckim, gminie i parafii Suchedniów.
W latach 1975–1998 miejscowość administracyjnie należała do województwa kieleckiego.
Wieś była siedzibą gromady Ostojów.
We wsi w 1936 urodził się Bogusław Cygler – polski historyk, profesor nauk humanistycznych.